# Црква Светог апостола Томе
Црква Светог апостола Томе је српска православна црква на Новом Београду у насељу Бежанијска Коса.
Налази се на Новом бежанијском гробљу и припада београдско-карловачкој архиепископији.
Црква је једна од најмлађих православних богомоља у Новом Београду и служи као духовни центар за становнике Бежанијске Косе и околних насеља. Осим што је место богослужења, храм је и важан простор за окупљање верника и организацију разних духовних, културних и хуманитарних активности.

## Свети Апостол Тома
Апостол Тома, познат и као Јуда Тома или Јуда Близанац, био је један од дванаесторице Христових апостола. У народу познат као ”неверни Тома” због одбијања да поверује у васкрсење Исуса Христа. Према Новом завету, када се Христ појавио пред њим и понудио му да опипа ране, Тома је узвикнуо речи по којима је упамћен: ”Господ мој, и Бог мој!”
Био је једини апостол за кога се верује да је проповедао изван граница тадашњег Римског царства. Познат је као апостол Персије (Иран) и Индије. У Сиријској оријентално-православној цркви, Тома је познат као Исусов брат који је утемељио цркве на Истоку, посебно у Едеси. 
Апостолу Томи се приписује ауторство неканонског Јеванђеља по Томи.

## Историјат градње цркве
По благослову Патријарха српског Павла, почетком 21. века почела је изградња цркве на Новом бежанијском гробљу.
Архитектонски, црква је грађена као једнобродна базилика са једним кубетом, споља креч-беле фасаде, а изнутра је живописана. Унутрашњост храма краси иконостас са иконама урађеним у традиционалном византијском стилу, као и зидне фреске које приказују сцене из живота Христа и апостола. У цркви се налази и посебан простор за паљење свећа, као и мања капела за приватне молитве.
Црква је освештана 19. октобра 2003. године на дан своје славе Светог Апостола Томе, а крајем 2003. године сви грађевински радови на цркви су приведени крају.
Свету архијереску литургију служио је његова Светост Патријарх српски Павле, који је и извршио освештење цркве.
У цркви Светог Апостола Тома карактеристично је антифоно појање, где наизменично певају мушка и женска певница.
Група младића и девојака који су појали, окупљени при цркви Светог Апостола Томе, добили су благослов његове светости Патријарха српског Павла. Накнадно је уз цркву сазидан и парохијски дом, са канцеларијом за свештенике и већом салом за разне потребе (послужење након литургије - агапе, предавања, итд).
У порти цркве се често организују хуманитарне акције, веронаука за децу и омладину, као и духовне трибине и културне манифестације. Храм је отворен за све вернике и посетиоце током целе године, а посебно је посећен на дан храмовне славе – Томиндан, када се одржава свечана литургија и сабрање верника.

## Верски објекти на Новом Београду
- Храм Светог Симеона Мироточивог на Новом Београду
- Црква Светог Василија Острошког на Новом Београду
- Црква Светог Георгија у Бежанији
- Црква Светог великомученика Димитрија на Новом Београду